# 博马桑德拉
博马桑德拉（Bommasandra），是印度卡纳塔克邦Bangalore县的一个城镇。总人口7570（2001年）。

## 人口
该地2001年总人口7570人，其中男性4418人，女性3152人；0—6岁人口1104人，其中男598人，女506人；识字率72.07%，其中男性为79.81%，女性为61.23%。